# Jan Pavel
Jan Pavel (* 19. März 1946 in Doloplazy; † 2010) war ein tschechischer Komponist, Dirigent und Musikpädagoge.
Pavel studierte am Konservatorium von Kroměříž und betätigte sich danach als Musikpädagoge, Chorleiter und Dirigent; u. a. trat er mit dem Tschechischen Rundfunk- und dem Tschechischen Fernsehorchester auf. Er war als Musiklehrer an Schulen in Olmütz tätig und unterrichtete Chorleitung und Dirigieren an der Palacký-Universität Olmütz. Bis zur Samtenen Revolution 1989 trat er als Komponist kaum öffentlich hervor und komponierte überwiegend Stücke für den Musikunterricht und kirchenmusikalische Werke. Nach 1989 entstanden Kompositionen überwiegend für Bläserensemble und Transkriptionen für Tuba, Euphonium, Posaune und Horn.

## Werke
- Five for Six: Five Movements/Hudebni praktikum für Blech- oder Holzbläser oder Klarinetten oder Saxophone oder Streicher
- Five Miniatures für Flöten-, Klarinetten- oder Saxophonquartett
- Little Concerto for Symphonic Wind Band
- Little Dancer (Bolero) für Bläserensemble
- Sunrise for Symphonic Band
- Three Dances für Blechbläserensemble
- Six Trios